# Puerto Santa Cruz
Puerto Santa Cruz je administrativní centrum departementu Corpen Aike v provincii Santa Cruz na jihu Argentiny. Leží na jižní straně delty řeky Santa Cruz, ústící do Atlantského oceánu, ve vzdálenosti 40 kilometrů od města Comandante Luis Piedra Buena a 16 kilometrů od Punta Quilla. Město bylo založeno 20. ledna 1908. V roce 2001 zde žilo 3397 obyvatel.